# Vedran Zrnić
Vedran Zrnić (Zágráb, 1979. szeptember 26. –) olimpiai- és világbajnok horvát válogatott kézilabdázó. Jelenleg a horvát Nexe Našice játékosa. Posztját tekintve jobbszélső.

## Pályafutása

### Klubcsapatban
Vedran Zrnić Zágrábban született és pályafutását is itt kezdte, a Badel 1862 Zagreb csapatában. 1996 és 2001 között ötször nyert bajnoki címet a klubbal, és három alkalommal a Bajnokok Ligája döntőjében is pályára léphetett, azonban egyik találkozót sem sikerült megnyernie csapatával. Ezt követően Szlovéniában játszott, majd 2006 nyarán a német Bundesligába, a VfL Gummersbachhoz igazolt.  2013 nyaráig játszott a klubban, EHF-kupát nyert a Gummersbachhal, amely szerződése lejártakor nem szándékozott azt megújítani, kisebb vitába is keveredve Zrnićcsel kontraktusa végett, amelyben a játékos magasabb fizetést és egészségbiztosításának fedezését várta volna. Egy ideig a klub tartalékcsapatában játszott a harmadosztályban. 2013. november 12-én a lengyel Wisła Płockban folytatta pályafutását. A 2014-es bajnoki ezüstérmet követően Zrnić elhagyta a klubot, és egy ideig szabadon igazolható játékosként tárgyalt az érdeklődőkkel.  2014 októberének végén írt alá a török Beşiktaş csapatához, ahol együtt játszott honfitársával, Ivan Ninčevićcsel. 2015 nyarán hazaigazolt a Nexe Našicéhez.

### A válogatottban
A horvát nemzeti csapatban 189 tétmérkőzést játszott és 570 gólt dobott. 2003-ban világbajnok, 2004-ben olimpiai bajnok lett.

## Sikerei, díjai
Badel 1862 Zagreb
- Horvát bajnok (5): 1996-97, 1997-98, 1998-99, 1999-00, 2000-01
- Horvát kupagyőztes (4): 1997, 1998, 1999, 2000
- Bajnokok Ligája-döntős (3): 1997, 1998, 1999

Prule 67 Ljubljana
- Szlovén bajnok (1): 2001-02
- Szlovén kupagyőztes (1): 2002

Gorenje Velenje
- Szlovén bajnokság 2. hely (1): 2004-05

VfL Gummersbach
- Kupagyőztesek Európa-kupája-győztes (1): 2010, 2011
- EHF-kupa-győztes (1): 2009
- Klubcsapatok Európa-bajnoksága döntős (1): 2006

Beşiktaş
- Török bajnok (1): 2014-15
- Török kupagyőztes (1): 2015

## Kitüntetés
- Order of Danica Hrvatska - 2004[10]